# Jakob Lichius
Jakob Lichius, auch Jakobus Leichius genannt, (* um 1527 in Cochem; † 15. September 1584 in Köln) war ein deutscher Humanist, Hochschullehrer und von 1551 bis 1556 Rektor der Bursa Cucana in Köln.

## Leben
Jakob Lichius stammte, ebenso wie sein älterer Bruder Johannes (1515–1594,) aus Cochem an der Mosel. Am 7. Mai 1543 wurde er in die Matrikel der Artistenfakultät der Universität Köln eingetragen, jedoch mit dem falsch geschriebenen Namen “Jac.[obus] de Vlisch”. Die Falschschreibung seines Namens ist jedoch leicht zu erklären. Sein richtiger Name lautete Jakob von Lisch und er stammte mit einiger Wahrscheinlichkeit von dem auf dem Cochemer Berg gelegenen Lischer- bzw. Lescherhof, der erstmals urkundlich am 22. Juli 1294 erwähnt wurde. Bei der Annahme, dass er bei seiner Immatrikulation in die Artistenfakultät etwa 15 bis 16 Jahre alt war, wurde er um das Jahr 1527 geboren. Es ist zwar nicht bekannt, wo er seine Vorbildung für die höheren Studien genossen hatte, jedoch weiß man, dass er während des letzten Jahres einer Kölner Burse, vermutlich dem Cucanum, als Scholar angehörte. Lichius bestand die Baccalaureatsprüfung, nachdem er zwei Jahre philosophische und rhetorische Lehrkurse und Disputationen besucht hatte, am Himmelfahrtstag 1544 und errang am 30. Mai des gleichen Jahres die Würde eines Baccalaureus (admissus ad baccalaureatum).
Lichius setzte seine philosophischen Studien noch etwa zwei Jahre fort, bis er, den Aufzeichnungen des Dekanatsbuches zufolge, im Jahre 1546 den Rang eines Lizenziaten erhielt. Nachdem er seine Lehrtätigkeit am Cucanum aufgenommen hatte, erwarb er 1548 durch die sogenannte Inceptio den Magistertitel und beantragte am 22. Dezember 1548, in den Rat der Fakultät aufgenommen zu werden. Dies wurde ihm am 11. April 1549 jedoch nur bedingungsweise gewährt. Der Grund hierfür war, dass die Rezeption an die Zahlung von Gebühren und die Ableistung eines Eides auf die Fakultätsstatuten gebunden war und erst dann Rechtsgültigkeit erlangte, wenn die Gebühren entrichtet waren. Da sich Lichius zum Zeitpunkt der Baccalaureatsprüfung unter den Unbegüterten (lat. pauperes) befand, führte dies bei ihm im Zusammenhang mit anderen Verwicklungen zu einer Quelle größerer Verdrießlichkeiten. Lichius' wissenschaftliche und pädagogische Fähigkeiten als Magister an der Kukanerburse erbrachten im bald so viel Aufmerksamkeit, dass “Leute von Urteil” glaubten, dass er der richtige Mann sei, um tatkräftig an der Reform der tief gesunkenen Universität mitzuwirken. So erhielt Jakob Lichius im Zuge der Reformpolitik durch den Kölner Stadtrat im Jahre 1550 eine Professur an der Artistenfakultät; im Jahre 1551 übernahm er die Leitung der Bursa Cucana.
Nachdem er die Leitung der im Jahre 1450 von Johannes von Kuyck gegründeten, aber zwischenzeitlich stark in Verfall geratenen Burse übernommen hatte, verpflichtete er sich, die Burse im Sinne der städtischen Vorstellungen umzustrukturieren. Insbesondere sollten seine Lehrprogramme eine sprachliche Gymnasialbildung im humanistischen Sinne mit dem gängigen, philosophisch orientierten Unterricht der Bursen verbinden. Im Jahre 1552 erwarb der Kölner Rat zur Unterbringung des neuen Kollegs ein den Vorkindern des Johann von Holtz gehöriges Haus in der Maximinenstraße und ließ es baulich für den ihm zugedachten neuen Zweck umbauen. Gegen einen Mietzins von jährlich 30 Goldgulden übergab man die akademische Anstalt Rektor Lichius und nannte die Burse in Anlehnung an das an ihr angebrachte kölnische Stadtwappen mit den drei Kronen “Nova Tricoronata.”
In einem Protokoll vom 4. April 1552 wurde den „provisorn mit rath der rechtsgelehrten befohlen, eine gute Ordnung zu machen, was und welcher gestalt die lectiones gehalten werden sollen“. Mit dieser Aufgabe wurde Lichius betraut, der daraufhin ein neu erarbeitetes Studienprogramm in mehreren Plakaten entwickelte und diese zu Ostern 1552 an den benachbarten Kirchen anschlagen und auch nach auswärts versenden ließ. Allerdings konnte er es nicht unterlassen, bei der Gelegenheit mit heftigen Ausfällen den bisherigen Studienbetrieb an der artistischen Fakultät zu tadeln. Lichius' scharfe Kritik an der Fakultät wurde zwar missbilligt, aber nach Fürsprache seines Gönners Wilich, der den Inhalt der Anschläge möglichst günstig zu deuten wusste, teilte man ihm mit, dass man seine Rezeption unter einer Bedingung akzeptieren würde. „Er solle sich in allen Stücken den übrigen Gymnasien anpassen, die Statuten der Vorfahren gewissenhaft beobachten und bei einem Streite zwischen ihm und einem Fakultätsmitgliede nie an den Rat appellieren, sondern immer sich dem Urteil der Fakultät oder doch wenigstens der Universität fügen“. Lichius gab die Erklärung ab und bemerkte, „dass ihm jede Beleidigung der Fakultät ferngelegen habe und er auch nicht einen Finger breit von ihren Satzungen abweichen wolle“. Im Anschluss daran leistete er vor der gesamten Fakultät einen neuerlichen Eid, jedoch nicht ohne dass ihm vorher noch der Verlust sämtlicher Vorteile und Einkünfte angedroht wurde, wenn er sein Versprechen nicht einhalten würde.

Das neue Gymnasium wurde dem Namen nach zu Ostern 1552 eröffnet, in Wirklichkeit geschah dies jedoch erst am Pfingstfest des gleichen Jahres und der Unterricht wurde erst am folgenden Dreifaltigkeitssonntag aufgenommen. Dem Willen des Kölner Rates folgend, sollte sich der Unterricht, im Gegensatz zu dem der Schwesteranstalten, nicht nur mit der Unterrichtung der sogenannten studia maiora, d. h. Dialektik, Rhetorik und Physik begnügen, sondern auch die studia minora, also lateinische und griechische Grammatik vermitteln. Um den Johannistag 1554 hatte Lichius, der inzwischen Anhänger der Lutherischen Lehre geworden war, geheiratet und damit eine Erschütterung um seine Stellung als Inhaber einer Universitätspräbende an St. Maria ad Gradus, auf die er folglich verzichtete, wie auch als Regens der Kukanerburse ausgelöst. An Letzterer sank folglich die Schülerzahl, teils weil die Bürgerschaft an ihm irre wurde, teils weil seine alten Neider, namentlich die Regenten der beiden anderen Gymnasien, die Gelegenheit benutzten, um im Trüben zu fischen. Es dauerte noch bis zum Jahre 1556, ehe seitens des Rates und der Universitätsprovisoren die Frage erwogen wurde, ob Lichius im Amt bleiben könne oder nicht. Akut wurde die Lage, als bei der Dekanatswahl im März 1556 gemäß der üblichen Reihenfolge ein Mitglied der Domus Cucana zum Dekan gewählt werden sollte. Die Fakultät weigerte sich dessen, solange ein Verheirateter an der Spitze des Gymnasiums stehe und forderte Lichius auf, seinem Versprechen folgend, dass er zugunsten seines Brudes Johannes oder eines anderen unverheirateten verzichten solle. Lichius antwortete, 

„seine Ehe sei weit besser als das sittenlose Junggesellenleben anderer, und er sei nicht weniger der Führung der Regentschaft wert als Leute, die sich mit Habsucht, Simonie und andern Lastern befleckt hätten; er werde sein Recht mit allen Mitteln verteidigen und nicht eher aus der Burse weichen, bis er vom Rate dazu genötigt werde.“

Lichius sprach diese Worte an genau dem Tag, als sein Freund Justus Velsius aus Köln aufgrund der Ablehnung der eucharistischen Anbetung und des Zölibats ausgewiesen und in der Nacht vom 26. auf den 27. März 1556 mit einem Boot über den Rhein in das Herzogtum Berg gebracht wurde. Lichius trat für den Verbannten ein, indem er am Dom anschlagen ließ, dass er dessen Vorgehen öffentlich verteidigen wolle, was von manchen geradezu als Anzeichen von Geistesstörung betrachtet wurde. Daraufhin veranlasste der Kölner Rat am 16. Juni 1556, mit Lichius in Unterhandlung zu treten, damit er unter Nachlass einer Schuld von 100 Talern und mehrerer Jahre Mietzins die Burse räume. Nachdem er am 4. Oktober 1556 nochmals vier Monate Ausstand erhalten hatte, übergab er kurz darauf dem neu gewählten Dekan der artistischen Fakultät alle Akten der Burse mit dem gleichzeitigen Verzicht auf sämtliche Rechte an denselben und suchte sich eine neue Wohnung. Am 28. Januar 1557 verließ Lichius das Haus und lebte bis zu seinem Tod als Privatlehrer mit gutem Ruf in Köln. Dennoch wurde er fortwährend durch den Rat, der es nicht dulden wollte, dass der Katholizismus durch Lehrer protestantischer Richtung gefährdet wird, mit Maßregelungen und Ausweisungsbefehlen behelligt. Auf der anderen Seite zollte man den Verdiensten des ehemaligen Leiters der Kukanerburse doch zu viel Respekt, als dass man es gewagt hätte, den äußersten Schritt zu gehen. Nach seinem Tod im Jahr 1594 wurde er auf dem Geusenfriedhof vor der Weiherpforte in Köln beerdigt.

## Ergänzendes
Lichius war ein anerkannter Lateiner, was er 1551 durch die Herausgabe einer Redesammlung aus dem Werk des Titus Livius bewies, außerdem sprach er Griechisch und Hebräisch.